# 希科里格羅夫 (伊利諾伊州卡羅爾縣)
希科里格羅夫（英語：Hickory Grove）是位於美國伊利諾伊州卡洛爾縣的一個非建制地區。該地的面積和人口皆未知。

## 地理
希科里格羅夫的座標為42°03′35″N 90°04′03″W / 42.05972°N 90.06750°W，而該地的平均海拔高度為210米（即689英尺）。